# Kosta Runjaić
Kosta Runjaić (ur. 4 czerwca 1971 w Wiedniu) – niemiecki piłkarz i trener piłkarski pochodzenia serbskiego, szkoleniowiec włoskiego Udinese Calcio; w latach 2017–2022 trener Pogoni Szczecin, w latach 2022–2024 Legii Warszawa. 

## Wczesne życie
Jest synem dwojga robotników jugosłowiańskich pochodzenia serbskiego. Jego rodzice poznali się podczas jednego z wyjazdów pracowniczych do Austrii i zaraz po tym jak młody Kosta pojawił się na świecie przeprowadzili się do Niemiec, gdzie się wychowywał. Rodziną jego ojca byli Serbowie z Chorwacji, a matka Bośniaczką, której rodzina również pochodziła z Serbii. Sam Kosta Runjaić, który urodził się w austriackim Wiedniu, spędził wczesne dzieciństwo w Jugosławii, a wychował się w RFN.

## Kariera piłkarska
Jako piłkarz występował w niższych ligach niemieckich, w takich klubach jak Türk Gücü Rüsselsheim, SV 07 Raunheim oraz FSV Frankfurt. Były to kluby amatorskie. Przygodę z futbolem przerwała poważna kontuzja, która uniemożliwiła mu dalszą grę.
W międzyczasie studiował oraz pracował jako agent ubezpieczeń i nieruchomości. Ponadto, jak sam wspominał, miał krótką styczność z pracą w gastronomii, pracując m.in. jako barman. Sam o sobie mówi, że był piłkarzem przeciętnym, ale z dobrą techniką.

## Kariera trenerska

### Początki kariery trenerskiej
W 2002 roku rozpoczął swoją przygodę szkoleniową. Kiedy został szkoleniowcem, prowadził kolejno: DFB-Stützpunkt (2002–2004), rezerwy klubu 1. FC Kaiserslautern (2006) (w latach 2004-06 był również asystentem trenera rezerw tego klubu), drużynę U19 zespołu SV Wehen Wiesbaden (2006–2007), a później także rezerwy seniorów tego klubu (2007–2008).
Następnie, w 2008 został asystentem trenera klubu VfR Aalen, gdzie pomagał Jürgenowi Kohlerowi i Petrikowi Sanderowi. Kiedy w klubie zwolniono Kohlera, Runjaić zadebiutował na ławce trenerskiej I zespołu i poprowadził Aalen w jednym spotkaniu. W 2009, po doświadczeniu zebranym z zespołem grającym w 3. Lidze zdecydował się pracować samodzielnie. W czasie zbierania szlifów pod przyszłą, samodzielną karierę trenera, Runjaić podglądał, m.in. treningi prowadzone przez Jürgena Kloppa, kiedy ten był szkoleniowcem 1. FSV Mainz 05.

### Niższe ligi niemieckie
W 2010, a więc po blisko roku przerwy Kosta Runjaić został zatrudniony przez SV Darmstadt 98, drużyny z Regionalligi, czyli czwartego poziomu rozgrywkowego. Już w kolejnym sezonie z zespołem, który w poprzednim sezonie ledwo się utrzymał, on awansował do 3. Ligi zajmując pierwsze miejsce w tabeli. Po tym sukcesie, w sezonie 2011/2012 Darmstadt znów mogło cieszyć się z utrzymania, ale tym razem w trzeciej lidze. To właśnie osiągnięcia Runjaica przyczyniły się do wędrówki zespołu z Hesji aż do 1. Bundesligi.
Po kilku kolejkach sezonu 2012/2013 został wykupiony przez MSV Duisburg z 2. Bundesligi za około 100 tysięcy euro. Wraz z drużyną udało mu się osiągnąć 11 miejsce w lidze i utrzymanie, ale przez chaos organizacyjny w klubie, zespół został zdegradowany do 3. Ligi, a Runjaić zdecydował się rozstać z popularnymi Zebrami.
Bez klubu pozostawał do 16 września 2013. Wtedy to w 8. kolejce sezonu 13/14 zastąpił na stanowisku pierwszego szkoleniowca 1. FC Kaiserslautern Franco Fodę. 
W czasie swojej przygody z Kaiserslautern miał on okazję współpracować z czwórką Polaków. O ile Kacper Przybyłko i Mateusz Klich mogli pod koniec kadencji Runjaicia liczyć na występy w pierwszej drużynie, o tyle ceniony w Lubinie Jakub Świerczok z powodu kontuzji lub jak sam wspominał, ze względu na brak zaufania trenerów, nigdy nie wyszedł poza rezerwy. Z kolei Ariel Borysiuk dowiedział się od trenera, że u niego nie będzie miał żadnych szans na grę, pomimo tego, że regularnie trenował z pierwszym zespołem. Do momentu objęcia tegoż klubu Runjaić często pomagał jako analityk podczas transmisji meczowych na niemieckim kanale ZDF. Współpracował wtedy m.in. z Oliverem Kahnem.
W sezonie 2016/2017 trafił do TSV 1860 Monachium W listopadzie 2016 podał się do dymisji. Miał ku temu kilka powodów – kiepska forma zespołu oraz trudne stosunki z właścicielem klubu, który chciał mieć duży wpływ na pracę Runjaica. Mimo rozstania z drużyną jego problemy się nie skończyły. Po jakimś czasie klub pozwał swojego byłego szkoleniowca za wystawianie Sebastiana Boenischa do gry. Argumentem miał być fakt, że Polak nie był w pełni gotowy do gry, a usilne stawianie przez Kostę na obrońcę miało spowodować pogłębienie jego kontuzji.

### Pogoń Szczecin
Pracę w Pogoni Szczecin rozpoczął 6 listopada 2017. W pierwszym sezonie objął klub w czasie, gdy Pogoń zajmowała ostatnie miejsce w tabeli po 15 kolejkach. Efektem jego pracy była poprawa gry zespołu i utrzymanie się Pogoni w Ekstraklasie (11. miejsce). W kolejnych sezonach zespół przez niego prowadzony zajmował coraz wyższe pozycje (kolejno: 2018/2019 – 7. miejsce, 2019/2020 – 6. miejsce, 2020/2021 – 3. miejsce). 
19 marca 2021 w wygranym meczu z Lechią Gdańsk (1:0 w Szczecinie) Kosta Runjaić poprowadził Portowców po raz 118. na najwyższym szczeblu rozgrywek ligowych i w ten sposób pobił liczący sobie prawie 32 lata rekord trenera Eugeniusza Ksola. 24 marca 2022 ogłosił odejście z Pogoni po zakończeniu sezonu 2021/2022. Jego ostatnim meczem w roli trenera szczecinian był domowy mecz ligowy z Bruk-Betem Termalica Nieciecza, zremisowany 2:2. Ostatecznie prowadzona przez Runjaicia Pogoń zajęła trzecie miejsce w Ekstraklasie, kwalifikując się do eliminacji Ligi Konferencji Europy UEFA.

### Legia Warszawa
23 maja 2022 Legia Warszawa poinformowała o jego zatrudnieniu. Po raz pierwszy poprowadził klub 19 czerwca 2022, w wygranym 3:1 meczu towarzyskim przeciwko Chojniczance Chojnice. 16 lipca 2022 nastąpił jego debiut w oficjalnym meczu, w zremisowanym 1:1 spotkaniu 1. kolejki Ekstraklasy przeciwko Koronie Kielce. Finalnie sezon zakończył z Legią na drugim miejscu (bilans: 19 zwycięstw, 9 remisów, 6 porażek), ustępując jedynie Rakowowi Częstochowa. Dodatkowo zdobył z Legią Puchar Polski, eliminując w kolejnych rundach Bruk-Bet Termalikę Nieciecza, Wisłę Płock, Lechię Gdańsk, Lechię Zielona Góra i KKS 1925 Kalisz, by 2 maja 2023 zwyciężyć na Stadionie Narodowym Raków Częstochowa.
Na początku sezonu 2023/24 Runjaić ponownie pokonał Raków Częstochowa, sięgając z Legią po Superpuchar Polski. 31 sierpnia 2023 prowadzona przez niego Legia pokonała po rzutach karnych FC Midtjylland i po raz pierwszy w historii awansowała do fazy grupowej Ligi Konferencji UEFA. 7 grudnia 2023 odpadła z Pucharu Polski, przegrywając na etapie 1/8 finału 1:2 przeciwko Koronie Kielce. 14 grudnia 2023 zespół Runjaicia zwyciężył 2:0 holenderski AZ Alkmaar, co zapewniło mu drugie miejsce w grupie Ligi Konferencji UEFA, w konsekwencji promocję do fazy play-off rozgrywek. W niej Legia dwukrotnie przegrała z norweskim Molde FK.
9 kwietnia 2024 przestał pełnić obowiązki trenera Legii. Sezon dokończył Portugalczyk Gonçalo Feio. Wojskowi zakończyli go na trzecim miejscu.

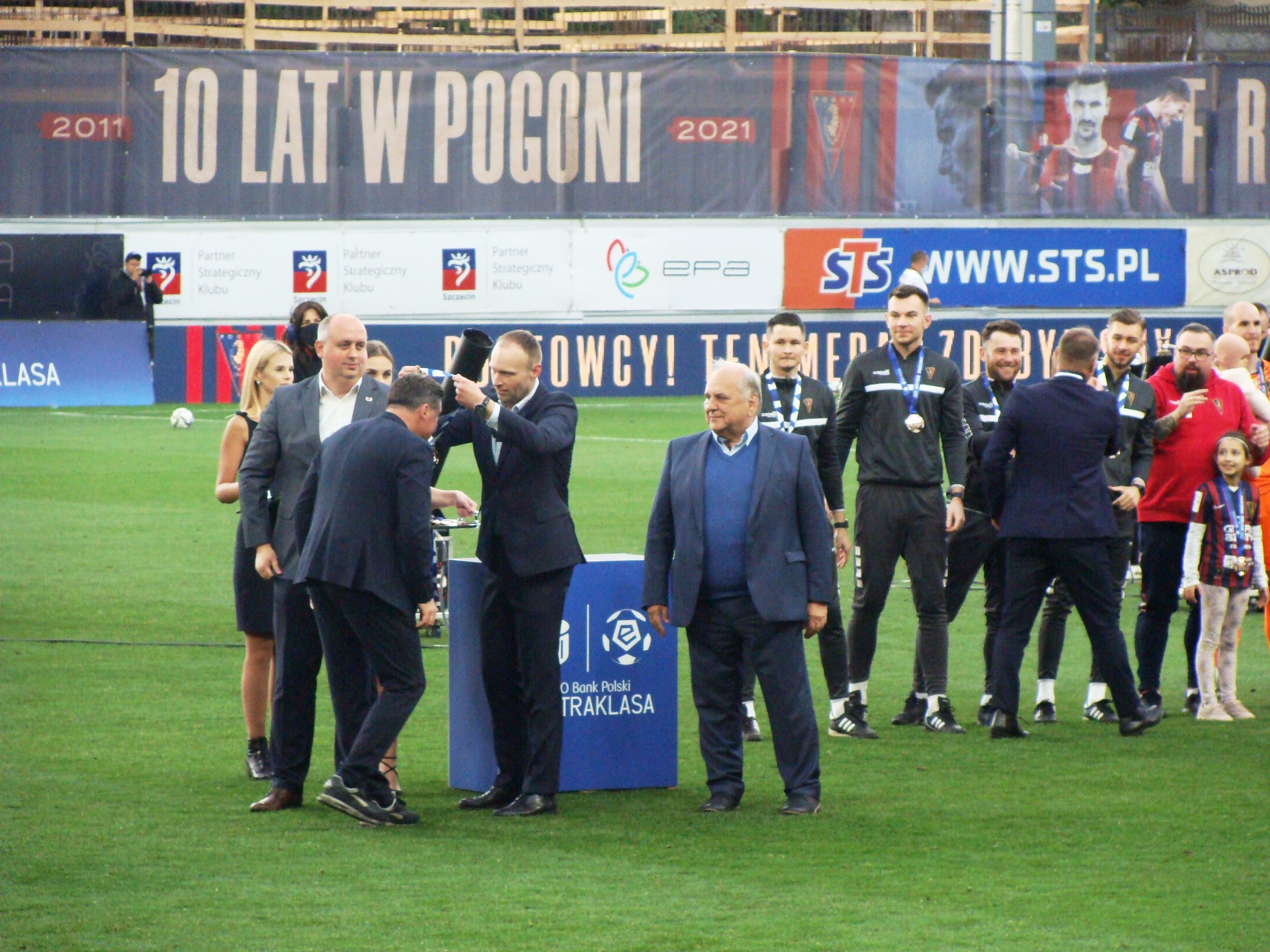
Kosta Runjaić odbiera medal za zdobycie III miejsca w Ekstraklasie w sezonie 2020/2021

### Udinese Calcio
Po zwolnieniu z warszawskiego zespołu pojawiały się pogłoski, jakoby Runjaić miał wrócić do Niemiec i być jednym z kandydatów do objęcia posady pierwszego trenera Herthy BSC, po Pálu Dárdai’u. Ostatecznie miejsce zajął Cristian Fiél. Następnie Runjaić był rozpatrywany jako jeden z kandydatów na trenera Lecha Poznań. Z początkiem czerwca 2024, dziennikarz sportowy Gianluca Di Marzio, znany z wysokiej sprawdzalności swoich informacji, poinformował na antenie Sky Sports Italia, że Kosta Runjaić podpisze kontrakt z Udinese Calcio.
Ostatecznie, grające w Serie A Udinese Calcio, poinformowało, iż następcą Fabia Cannavara zostanie Kosta Runjaić. Niemiec podpisał kontrakt z klubem w dniu 14 czerwca 2024. Klub nie podał informacji o długości kontraktu, jednak włoskie media informowały, że umowa będzie obowiązywać prawdopodobnie przez 2 lata.

## Sukcesy
Pogoń Szczecin
- Brązowy medal mistrzostw Polski: 2020/2021, 2021/2022

Legia Warszawa
- Srebrny medal mistrzostw Polski: 2022/2023
- Brązowy medal mistrzostw Polski: 2023/2024[18]
- Puchar Polski: 2022/2023[10]
- Superpuchar Polski: 2023[29]

### Indywidualne
- Obcokrajowiec Roku w Plebiscycie Piłki Nożnej: 2021[30]